# (20165) 1996 VT2
(20165) 1996 VT2 est un astéroïde de la ceinture principale d'astéroïdes découvert en 1996.

## Description
(20165) 1996 VT2 a été découvert le 10 novembre 1996 à Sudbury, dans le Massachusetts, aux Etats-Unis, par Dennis di Cicco.

### Caractéristiques orbitales
L'orbite de cet astéroïde est caractérisée par un demi-grand axe de 2,33 UA, un périhélie de 1,93 UA, une excentricité de 0,17 et une inclinaison de 1,58° par rapport à l'écliptique. Du fait de ces caractéristiques, à savoir un demi-grand axe compris entre 2 et 3,2 UA et un périhélie supérieur à 1,666 UA, il est classé, selon la JPL Small-Body Database, comme objet de la ceinture principale d'astéroïdes.

### Caractéristiques physiques
(20165) 1996 VT2 a une magnitude absolue (H) de 15,5 et un albédo estimé à 0,272.